# 西大谷 (米子市)
西大谷（にしおおだに）は、鳥取県会見郡成実村（のち西伯郡、現米子市）に存在した大字名。西大谷村についても述べる。

## 概要
西大谷村は1877年から1889年の会見郡の村名で、大谷村が改称して成立する。はじめ島根県、1881年から鳥取県に所属。1889年、成実村の大字となる。
1891年の戸数30、人口153。1926年に米子町、1927年からは米子市の大字。1935年、大谷町、末広町、明治町、弥生町、大工町、愛宕町、祇園町1 - 2丁目となる。

## 経済

### 産業
商工業
- 野坂登茂治（土木建築請負）[2]
- 狩野政太郎、狩野金四郎（土木請負）[2]
- 吉木金次郎（土木請負、人夫供給）[2]
- 丸谷榮一（建築請負）[2]
- 高田朝吉（運送、トラック）[2]
- 野口達夫、平尾定太郎（米、精米業）[2]
- 中尾徳次郎（米穀、精米業）[2]
- 原壽雄（和洋酒、醤油）[2]
- 村上富子（酒類）[2]
- 大野原恒子（畳製造）[2]

店・企業
- 米子合同運送[2]
- 共立組運送店[2]
- 石田運送（運送、倉庫業）[2]
- 米吾（米子駅構内営業、弁当、カフェー）[2]

### 地価
『西伯之資力 大正11年10月調』によると、地価金200円以上所有者は以下の通り。
- 吉井秀實（2001円96銭）[3]
- 吉井庄次郎（1670円43銭）[3]
- 佐野辮太郎（1584円9銭）[3]
- 大塚虎次郎（1496円44銭）[3]
- 佐野直太郎（1111円31銭）[3]
- 佐野吉太郎（1060円41銭）[3]
- 角田房蔵（778円39銭）[3]
- 吉井喜代平（735円93銭）[3]
- 角田慶次郎（547円45銭）[3]
- 吉井豊一（519円72銭）[3]
- 石田運送合名会社（424円55銭）[3]
- 佐野喜憲（378円70銭）[3]
- 吉井貞治郎（373円97銭）[3]

## 出身・ゆかりのある人物
- 内田保秀[2]（米吾代表取締役）
- 石田哲一（裁判官） - 明治町出身。
- 石田章之進（石田運送代表社員、米子市会副議長）
- 石田磊（商工官僚）